# Sporting Club de Bastia 2002-2003
Questa voce raccoglie le informazioni riguardanti lo Sporting Club de Bastia nelle competizioni ufficiali della stagione 2002-2003.

## Maglie e sponsor
Gli sponsor tecnici per la stagione 2002-2003 sono Uhlsport per il campionato e Adidas per le coppe. Gli sponsor ufficiali sono Nouvelles Frontières e Teddy Smith per il campionato.
| Casa (campionato) | Trasferta (campionato) | Coppa di Francia |

## Rosa
| N. |                    | Ruolo | Calciatore         |
| -- | ------------------ | ----- | ------------------ |
| 1  | Francia (bandiera) | P     | Nicolas Penneteau  |
| 2  | Francia (bandiera) | D     | Patrick Moreau     |
| 3  | Guinea (bandiera)  | D     | Morlaye Soumah     |
| 4  | Francia (bandiera) | D     | Cédric Uras        |
| 5  | Brasile (bandiera) | D     | Demetrius Ferreira |
| 6  | Francia (bandiera) | C     | Reynald Pedros     |
| 7  | Francia (bandiera) | C     | Cyril Jeunechamp   |
| 7  | Francia (bandiera) | C     | Laurent Batlles    |
| 8  | Camerun (bandiera) | C     | Paul Essola        |
| 9  | Francia (bandiera) | A     | Lilian Laslandes   |
| 10 | Francia (bandiera) | C     | Jocelyn Gourvennec |
| 11 | Francia (bandiera) | A     | Hassan Ahamada     |
| 12 | Francia (bandiera) | C     | Sébastien Piocelle |
| 13 | Francia (bandiera) | D     | Grégory Vignal     |
| 14 | Francia (bandiera) | C     | Frédéric Mendy     |
| 15 | Francia (bandiera) | C     | Nicolas Dieuze     |
| 16 | Tunisia (bandiera) | P     | Ali Boumnijel      |

| N. |                            | Ruolo | Calciatore             |
| -- | -------------------------- | ----- | ---------------------- |
| 17 | Francia (bandiera)         | C     | Franck Matingou        |
| 18 | Liberia (bandiera)         | A     | Prince Daye            |
| 19 | Francia (bandiera)         | A     | Florian Maurice        |
| 20 | Francia (bandiera)         | C     | Fabrice Jau            |
| 21 | Algeria (bandiera)         | D     | Anthar Yahia           |
| 22 | Algeria (bandiera)         | D     | Samir Beloufa          |
| 23 | Algeria (bandiera)         | D     | Adel Guemari           |
| 23 | Francia (bandiera)         | C     | Price Jolibois         |
| 24 | Francia (bandiera)         | D     | Franck Silvestre       |
| 25 | Ghana (bandiera)           | C     | Michael Essien         |
| 26 | Camerun (bandiera)         | C     | Nicolas Alnoudji       |
| 27 | Nuova Caledonia (bandiera) | D     | Benjamin Longue        |
| 28 | Stati Uniti (bandiera)     | D     | Greg Vanney            |
| 29 | Tunisia (bandiera)         | C     | Chaouki Ben Saada      |
| 30 | Francia (bandiera)         | P     | Arnaud Paoli           |
| -  | Comore (bandiera)          | C     | Samir Bertin d'Avesnes |
| -  | Costa d'Avorio (bandiera)  | A     | Hervé Guy              |

## Risultati

### Coppa di Francia
| Arbitro: | Sars |

|                          |           |  |
| Fernandão 77’ Olembé 89’ | Marcatori |  |

### Coppa di Lega
| Arbitro: | Colombo |

|                    |           |  |
| Luyindula 33’, 81’ | Marcatori |  |

## Statistiche

### Andamento in campionato
| Giornata  | 1  | 2  | 3  | 4  | 5  | 6  | 7  | 8  | 9  | 10 | 11 | 12 | 13 | 14 | 15 | 16 | 17 | 18 | 19 | 20 | 21 | 22 | 23 | 24 | 25 | 26 | 27 | 28 | 29 | 30 | 31 | 32 | 33 | 34 | 35 | 36 | 37 | 38 |
| --------- | -- | -- | -- | -- | -- | -- | -- | -- | -- | -- | -- | -- | -- | -- | -- | -- | -- | -- | -- | -- | -- | -- | -- | -- | -- | -- | -- | -- | -- | -- | -- | -- | -- | -- | -- | -- | -- | -- |
| Luogo     | C  | T  | C  | T  | C  | T  | C  | T  | C  | T  | C  | T  | C  | T  | C  | T  | C  | C  | T  | C  | T  | C  | T  | C  | T  | C  | T  | C  | T  | C  | T  | C  | T  | C  | T  | T  | C  | T  |
| Risultato | N  | P  | V  | P  | V  | P  | P  | N  | V  | P  | V  | P  | V  | P  | P  | N  | V  | P  | P  | V  | N  | V  | V  | V  | N  | V  | V  | N  | P  | N  | N  | N  | P  | P  | P  | N  | N  | P  |
| Posizione | 12 | 14 | 11 | 15 | 11 | 12 | 15 | 15 | 12 | 14 | 12 | 13 | 13 | 14 | 15 | 14 | 14 | 15 | 15 | 14 | 15 | 13 | 13 | 11 | 10 | 10 | 9  | 9  | 11 | 11 | 11 | 12 | 12 | 12 | 12 | 12 | 12 | 12 |

Fonte:  France » Ligue 1 2002/2003 » Schedule, su worldfootball.net.
Legenda:

Luogo: C = Casa; T = Trasferta. Risultato: V = Vittoria; N = Pareggio; P = Sconfitta.